# Sociología de la religión

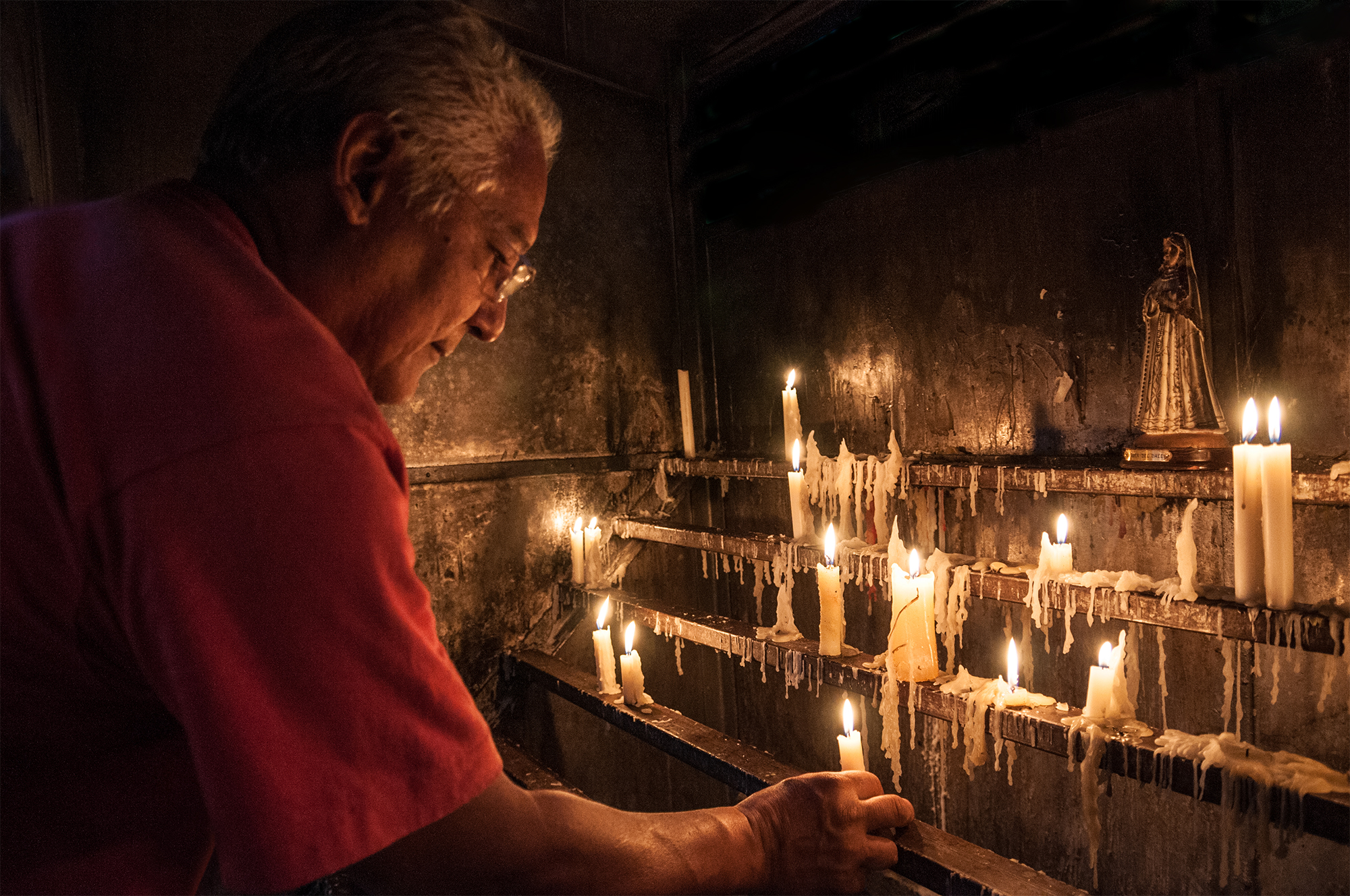
Culto religioso en Isla de Margarita.

La sociología de la religión (también, sociología religiosa) es el estudio de los comportamientos, estructuras sociales, evolución y de los roles de las religiones en las sociedades humanas. Intenta explicar la influencia de la religión sobre el comportamiento colectivo del ser humano y viceversa, es decir, las interacciones recíprocas entre religión y sociedad.

## Tipología de los grupos religiosos
De acuerdo con una tipología generalmente aceptada las agrupaciones religiosas se clasifican en iglesias, confesiones o denominaciones, y sectas ("cults" en inglés). Los sociólogos buscan dar a estos conceptos definiciones operativas más o menos precisas, que a veces no corresponden exactamente con su uso habitual. Particularmente, la palabra secta (en ocasiones mal traducida del inglés como culto) son utilizadas por los sociólogos sin ninguna connotación peyorativa, como suele suceder en el uso corriente.

## Historia y relevancia actual
El interés por la religión y su interacción social se desarrolló intensivamente hacia fines del siglo XIX y principios del siglo XX, recibiendo el aporte de grandes teóricos entre los que es clásico citar a Émile Durkheim, Max Weber, Sigmund Freud y Karl Marx. Entre los sociólogos de la religión más recientes, pueden citarse a  Émile Poulat, Peter L. Berger, Michael Plekon, Rodney Stark, Robert Wuthnow, François Houtart, René Rémond, Danièle Hervieu-Léger, James Davison Hunter, Niklas Luhmann y Christian Smith. En América Latina sobresalen Cristian Parker (chileno) Fortunato Mallimaci (argentino) Otto Maduro (venezolano)  e Imelda Vega-Centeno (peruana), entre otros.
Para la filosofía, siguiendo las huellas de Nietzsche, a partir del siglo XIX se plantea la muerte de Dios, sobre todo luego de la Segunda Guerra Mundial, lo cual ninguna relación tiene con la difusión social y cultural de las religiones. Sin embargo, dichos planteamientos también pronosticaron el declive de las religiones. Sin embargo estas conservan aún hoy en día un rol importante en la vida de los individuos y sociedades. En los Estados Unidos por ejemplo, la frecuentación de lugares de culto se mantuvo estable en los últimos cuarenta años. En África, el cristianismo se difundió aceleradamente: hacia 1900 el continente contaba con unos 10 millones de adeptos; a comienzos del siglo XXI se estiman en 200 millones. Otro fenómeno digno de mencionarse es el desarrollo del Islam y su creciente presencia e influencia en el mundo occidental. En otras palabras, la  pronosticada secularización  (dependiendo de la definición y alcance que se dé a este término) no habría tenido lugar. Otros sociólogos ponen de relieve que la frecuentación de iglesias y las creencias religiosas personales pueden coexistir con la pérdida de influencia de las autoridades religiosas en cuestiones políticas y sociales.
Una cuestión central de la sociología de la religión en tanto que disciplina científica es la aptitud de predecir tendencias sociales. Muchos sociólogos habían pronosticado un aumento de la religiosidad. Pueden mencionarse:
- James Hunter anticipó el llamado "conflicto de culturas" del fin del siglo XX, especialmente su carácter religioso.
- Muchos sociólogos anticiparon el crecimiento del Islam y sus connotaciones políticas.
- Robert Wuthnow pronostica actualmente en los Estados Unidos el éxito de futuras colectas de fondos del gobierno federal a través de organizaciones caritativas.[4]

## La concepción de la religión en la sociología clásica
Los pensadores seminales de esta disciplina, Durkheim, Marx y Weber desarrollaron complejas teorías acerca de la naturaleza y efectos de la religión. Para los tres, la religión constituye una variable social de suma importancia.

### Karl Marx
Pese a la influencia que Marx ejerció, él mismo no concebía su obra como una respuesta ética o ideológica al capitalismo del siglo XIX (como muchos otros comentaristas posteriores). Sus esfuerzos se centraban, en su propia opinión, en lo que podría llamarse la ciencia aplicada, moralmente neutra. Para Marx, los hombres son guiados de manera más adecuada por la razón, y la religión es un obstáculo para el pensamiento racional.
Marx concebía la alienación como elemento central en un sistema de desigualdad social. El antídoto de la alienación es la libertad que se expresa a través la posibilidad de elegir. Para Marx, que calificaba la religión como el "opio del pueblo", ésta cumplía una función social como anestésico, si bien desaprobaba sus fundamentos: la religión era la respuesta espiritual de las clases en conflicto -especialmente de las oprimidas- a la condición de mutua alienación y, en el caso de la secular sociedad capitalista, instrumentalizada como autojustificación ideológica por parte de sus actores económicos para racionalizar el egoísmo material de la libre propiedad burguesa y contribuir a su hegemonía.
La religión aparece como una poderosa fuerza conservadora que consolida y perpetúa el rol dominante de una determinada clase social. La abolición de la religión en tanto que es felicidad ilusoria, es la condición necesaria para poder alcanzar la felicidad real. El llamado al abandono de las ilusiones de su condición es al mismo tiempo el llamado al abandono de la condición que exige tal ilusión. La crítica de la religión es así el embrión de la crítica del valle de lágrimas de la cual la religión es el halo.

### Émile Durkheim
Émile Durkheim se autodefinía como positivista, haciendo hincapié en que su óptica era desapasionada y científica. Uno de sus intereses centrales era descubrir las variables que explican la cohesión de las sociedades modernas.  Durkheim, claro representante del racionalismo francés, investigó durante unos quince años "in situ" las religiones primitivas de los indígenas australianos (no es cierto que estudiara en el lugar las religiones toterianas de los aborigenas australianos, si no que más bien utilizó fuentes secundarias antropológicas y relatos de misioneros, para su disertación). El interés subyacente de esta empresa era elucidar las formas elementales de la religión, una especie de denominador común extrapolable a todas las sociedades.
La religión no es meramente  "imaginaria": en tanto que expresión social, la religión es un fenómeno real y tangible y no existe ninguna sociedad sin religión. Para Durkheim, percibimos en tanto que individuos la existencia de una fuerza más poderosa que nuestras propias individualidades. Esa fuerza es nuestra dimensión social a la que le atribuimos un rostro sobrenatural.  Esto nos conduce a expresarnos religiosamente de manera colectiva acrecentando a su vez ese poder simbólico. La religión sería así la expresión de la conciencia colectiva, o si se quiere,  la fusión de nuestras conciencias individuales que se fragua, ella misma, una realidad propia.
La complejidad de los sistemas religiosos es directamente proporcional a la complejidad de las sociedades.  Esto explicaría el hecho de que sociedades menos complejas tengan sistemas religiosos menos elaborados. Los aborígenes australianos, por ejemplo, asignan simplemente un tótem a cada clan particular.
Cuando una sociedad entra en contacto con otras, existe  una tendencia a enfatizar el universalismo. Sin embargo, de la misma manera que la división del trabajo le da al individuo según Durkheim la ilusión de un rol más importante, los sistemas religiosos apuntan crecientemente a la conciencia y salvación  individual.
En su obra Las Formas elementales de vida religiosa, Durkheim define la religión en los términos siguientes:  Una religión es un sistema unificado de creencias y prácticas referidas a cosas sagradas, es decir, que se separan y prohíben, creencias y prácticas que unen sus adherentes en una comunidad moral singular llamada Iglesia". Esta definición es de tipo funcional, en el sentido que explica el rol de la religión en la vida social: esencialmente, unifica sociedades. Durkheim define la religión distinguiendo claramente entre lo sagrado y lo profano con lo que puede establecerse un paralelismo entre la distinción entre Dios y los humanos.
La definición de Durkheim no estipula lo que debe considerarse como "cosas sagradas", dejando así un campo fecundo para la extensión de su modelo, desbordando el campo de las religiones y grupos religiosos "stricto sensu". Así surgieron nociones tales como las de "religión civil" o "religión de estado". Si se considera por ejemplo los Estados Unidos, puede sostenerse que tienen su propio conjunto de objetos "sacralizados": la bandera, Abraham Lincoln, Martin Luther King, etc.  Otras utilizaciones del modelo conciernen organizaciones deportivas profesionales, grandes empresas o incluso grupos de música Rock.

### Max Weber
Max Weber no investigó acerca de la esencia de la religión sino más bien las ideas religiosas y los grupos que interactúan con otros aspectos de la vida social, principalmente, en la economía. En su sociología, Weber utiliza el vocablo alemán "Verstehen" (comprender) para describir su método de interpretación de la intención y del contexto del accionar humano. Weber no es un positivista, en el sentido que no piensa que en la sociología pueden encontrarse hechos ligados por relaciones de causalidad. Bien que piensa que se pueden realizar proposiciones generales sobre la vida social, las concibe más bien como relaciones y secuencias en narraciones históricas y casos particulares.
Un grupo religioso o un individuo está sujeto a múltiples influencias, pero si pretende actuar en el nombre de una creencia religiosa, debemos intentar entender su acción primeramente desde el punto de vista religioso en sí mismo. Para Weber la religión tiene poder suficiente para construir la representación que un individuo se hace del mundo. Esa representación afecta a su vez la percepción de sus intereses y en definitiva el curso de sus acciones.
Para Weber, la religión puede comprenderse mejor si se considera que responde a las necesidades de "teodicea" y de "soteriología". La primera concierne el problema de como el extraordinario poder de Dios puede conciliarse con la imperfección del mundo que creó y rige. En términos prácticos, la gente necesita comprender por ejemplo por qué merecieron infortunio y sufrimiento.  La religión brinda una respuesta soteriológica, es decir concerniente su salvación: consuelo, liberación del  sufrimiento. La búsqueda de la "salvación",  se vuelve así una de las variables de la motivación humana.
Debido a que la religión contribuye a la definición de esa motivación, Weber considera que, especialmente el protestantismo, tuvo una influencia determinante en la emergencia del capitalismo. Es la tesis de su más famosa y controvertida obra: "La ética protestante y el espíritu del capitalismo".
Para Weber, el capitalismo emergió en Europa debido en parte a la interpretación de la creencia en la predestinación del puritanismo inglés. La misma está basada en el concepto calvinista de que no todos serán salvados, que sólo una pequeña cantidad de "elegidos" escaparán a la condenación final y que tal decisión está basada en la pura y ya predeterminada decisión divina y no en lo que un individuo pueda hacer o dejar de hacer en esta vida. Nadie sabe incluso a ciencia cierta si se encuentra o no entre los "elegidos".
Desde un punto de vista práctico tal postura era psicológicamente incómoda: a los fieles les angustiaba (lo que es fácilmente comprensible) saber si serían eternamente condenados o no. Los líderes puritanos les aseguraron entonces que si sus negocios eran financieramente exitosos, tal evento era una señal "no oficial"  de la aprobación divina y de que se encontraban entre los elegidos, pero si y sólo si utilizaban adecuadamente los frutos de su labor. Esto habría llevado al desarrollo y la utilización de una contabilidad racional y la búsqueda calculada del éxito financiero, más allá de lo que es meramente necesario para las necesidades de la vida, y en esto consiste "el espíritu del capitalismo". Con el transcurso del tiempo, las costumbres asociadas con este espíritu habrían perdido su significación religiosa y la búsqueda programada de la ganancia se transformó en una finalidad por sí misma.
La tesis sobre la "Ética protestante" ha sido desde entonces objeto de muchísimas críticas, disputas y refinamientos. Pero constituye aún hoy en día un terreno de debates fecundos en la sociología de la religión.
Weber desarrolló también un importante trabajo de investigación respecto de otras religiones mundiales, incluyendo el hinduismo y el budismo.

## Sociología de la Religión Latinoamericana
Olga Odgers señala que en las últimas décadas ha habido importantes desarrollos en la escritura latinoamericana dentro de la subespecialidad de la sociología de la religión, ya que el campo en sí ha pasado de ser una “sociología sobre la religión latinoamericana” a una “sociología de la religión latinoamericana.” Este cambio toma las formas contemporáneas de religiosidad en América Latina como referente empírico, y va aún más lejos al proponer marcos interpretativos y nuevas metodologías que contribuyen a la comprensión de los fenómenos religiosos a nivel global.
Según Odgers, Roberto Blancarte identifica tres períodos principales en el desarrollo de una sociología de la religión latinoamericana:
1. Primer período (desde el nacimiento de la sociología de la religión hasta la Segunda Guerra Mundial): La religión, especialmente el catolicismo, era vista como un aspecto cultural tradicional destinado a desaparecer con el tiempo. Los estudiosos consideraban que se trataba de un tema más apropiado para historiadores o antropólogos que para sociólogos. El foco principal estaba en el catolicismo debido a su entonces dominio y su relación privilegiada con el estado en toda América Latina.
2. Segundo período (desde la década de 1970 hasta principios del siglo XXI): Este período estuvo marcado por un cambio significativo debido a la creciente diversidad religiosa en la región, denominada la “explosión del pluralismo”. Los estudiosos comenzaron a alejarse de los paradigmas clásicos, como la tesis de la secularización, y buscaron nuevos marcos que pudieran captar de manera más precisa el complejo panorama religioso de América Latina.
3. Tercer período (desde principios del siglo XXI en adelante): Caracterizado por un aumento del interés de una nueva generación de sociólogos, este período involucró enfoques innovadores y métodos de investigación que superaron las teorías del pasado. Los estudiosos comenzaron a producir datos originales, interpretaciones y perspectivas teóricas que no solo avanzaron en el estudio de la religión en América Latina, sino que también contribuyeron a la comprensión de las transformaciones religiosas a nivel global.

Debido a su naturaleza compleja, actualmente varios estudios han demostrado un creciente interés en comprender el contexto religioso en relación con los múltiples procesos globales que se desarrollan en el subcontinente, como la marginación, la etnicidad, la migración, el envejecimiento y la educación.